# Р-27 (авиационная ракета)
Р-27 (по классификации НАТО АА-10 Alamo) — советская управляемая ракета класса «воздух-воздух» средней дальности, разработанная предприятием ГосМКБ «Вымпел» им. И. И. Торопова (Москва). Выпускается компанией «Артем» (Киев) и компанией «Вымпел» (Москва).
При этом "Артем" осуществляет конечную сборку изделия, комплектуя головную часть (изделие 1101) двигателем и боевой частью.
Р-27 обеспечивает перехват самолётов и БПЛА в дальнем и ближнем воздушном бою, а также крылатых ракет

## История создания
В 1974 году было выдано задание разработать аванпроекты ракет «воздух-воздух» К-27. По результатам конкурса победителем стал проект «Вымпела», которому и была поручена дальнейшая разработка. Первые пуски К-27 были выполнены в 1979 году с доработанного МиГ-23МЛ. Серийное производство Р-27 («изделие 470») организовано в 1984 году. В 1987 году ракета принята на вооружение (в вариантах Р-27ЭР и Р-27ЭТ).

## Модификации
- Р-27Р — вариант с полуактивной РГС 9Б1101К (Дальность захвата цели с ЭПР 3 м² — 25 км (при секторе захвата цели 100 градусов[5])[6]) для поражения воздушных целей, в том числе при помеховом противодействии противника. Дальность пуска 0,5-60 км[3];
  - Р-27ЭР — вариант с полуактивной РГС увеличенной дальности. На 0,7 м длиннее и немного шире. Дальность пуска 0,5-95 км[3]. На вооружении в СССР с 1990 года.
- Р-27Т — вариант с пассивной ИК ГСН. Дальность пуска 50 км[3].
  - Р-27ЭТ — вариант с ИК ГСН и увеличенной дальностью пуска. Масса — 343 кг. Дальность пуска 90 км[3]. На вооружении в СССР с 1990 года.
- Р-27П — ракета с пассивной радиолокационной головкой самонаведения 9Б1032, для поражения радиоизлучающих воздушных целей обеспечивая поражение самолётов, ставящих активные помехи. Дальность пуска 72 км.
  - Р-27ЭП — ракета с пассивной радиолокационной головкой самонаведения 9Б1032 и увеличенной дальностью пуска, для поражения радиоизлучающих воздушных целей обеспечивая поражение самолётов, ставящих активные помехи. Дальность пуска 110 км.

## Описание
Управляемые ракеты класса «воздух-воздух» средней дальности Р-27Т, Р-27Р, Р-27П предназначены для поражения воздушных целей (высокоманевренных самолётов, вертолетов и т. п.) в любое время суток, на всех ракурсах при наличии естественных и организованных помех, на фоне земной и водной поверхностей. Р-27 предназначена для поражения целей в диапазоне высот от 20 м до 25 км с максимальным превышением (принижением) 10 км при скорости целей до 3500 км/ч и перегрузке до 8g. Возможен пуск двух ракет по двум целям. Обеспечена готовность ГСН к применению через 1 с после получения целеуказания от системы управления вооружением носителя типа МиГ-29. Взрывательные устройства ракет выполнены на основе радиолокационных неконтактных и контактных датчиков цели. В компоновке ракет реализован модульный принцип конструкции. Ракеты входят в состав вооружения самолётов марки МиГ, Су и др. Подвеска ракеты на самолёт-носитель, обеспечение необходимым электропитанием в совместном полете, боевой пуск и аварийный сброс осуществляется с помощью авиационного пускового устройства АПУ-470 или авиационного катапультного устройства АКУ-470.

## Тактико-технические характеристики
| Носители                           | Су-27, Су-33, Су-34, Су-35, МиГ-29, Як-141                                                 |
| Длина ракеты, мм                   | 3795 (4490)                                                                                |
| диаметр корпуса:                   | по отсеку аппаратуры управления 230, по РДТТ 230 (260)                                     |
| Размах крыло, мм                   | 774 (803)                                                                                  |
| Размах руля, мм                    | 972                                                                                        |
| БЧ - стержневая несущего типа*, кг | 39                                                                                         |
| Масса ракеты, кг                   | 253 (350)                                                                                  |
| Дальность пуска, км                | 50 (90-110)                                                                                |
| Калибр, мм                         | 230                                                                                        |
| Скорость цели км/ч                 | 3500                                                                                       |
| Перегрузка цели, g                 | 8                                                                                          |
| Скорость ракеты, М                 | 4,5                                                                                        |
| Двигательная установка             | однорежимный РДТТ (двухрежимный РДТТ)                                                      |
| Время управляемого полета, с       | 60                                                                                         |
| Система наведения                  | инерциальная с радиокоррекцией + тепловая/полуактивная радиолокационная ГСН/пассивная РГСН |

- Специфическая для данной ракеты форма рулей — «бабочка» — обусловлена улучшением маневренности при косом обдуве.

## Боевое применение
Использовались в эфиопо-эритрейском конфликте. Отмечается низкая эффективность использования, на 27 пусков ракет с обеих сторон, был сбит лишь один Миг-29 
 

Р-27ЭР и Р-27ЭТ используются обеими сторонами в ходе вторжения России на Украину

## На вооружении
- Россия производится на экспорт, в ВКС РФ с 2015 года заменяется на более совершенную РВВ-СД  с АРГСН.
- Китай — 1309 ракет Р-27Р и 124 Р-27ЭР поставлено в период 1994—2010 годов[11] Осуществлен капитальный ремонт некоторого количества ракет для Китая от АХК «Артем» (Украина) в 2020 г.
- Беларусь - некоторое количество ракет Р-27Р и Р-27Т   досталось после распада СССР,( предположительно 300 ракет).
- Малайзия — 131 ракета Р-27Р поставлено в период 1994—2010 годов[11]
- Индия — 448 ракет (Р-27Р −292, Р-27ЭР — 100, Р-27ЭТ — 56) поставлено в период 1994—2010 годов[11] В 2013 году за 246 млн долл ВВС Индии были поставлены 400 ракет серии (180 Р-27ЭР1, 180 Р-27ЭТ1 и 40 учебных) производства ГАХК «Артем». В 2019 году ВВС Индии закупило ещё некоторое количество ракет Р-27 у Украины, а также заключило контракт с Россией на поставку 1000 ракет воздух-воздух до 2022г, из них 300 ракет Р-27Р1/ЭР1 и Р-27Т1/ЭТ1 за 217,5 млн долл., производства непосредственного разработчика этих ракет КБ «Вымпел». В 2020 г. осуществлён капитальный ремонт некоторого количества ракет для Индии от АХК «Артем» (Украина).
- Алжир — 111 ракет Р-27Р и 7 Р-27Т поставлено в период 1994—2010 годов[11] Осуществлен капитальный ремонт около 100 ракет(Р27Р1 и Р27Т1), которое осуществило для Алжира — АХК «Артем» (Украина) в 2020 г.
- Азербайджан — 64 ракеты Р-27 поставлено в период 2001—2011 из Украины[12]
- Казахстан 26 ракет[13]
- Украина производится АХК «Артем» для нужд ВСУ
- Польша закуплено в 2016 году 40 ракет Р-27Р1 у АХК «Артем» (Украина)